# Dysphania fenestrata
Dysphania fenestrata, ook bekend als de Four o'clock moth, is een vlinder uit de familie van de spanners (Geometridae). De wetenschappelijke naam van de soort is voor het eerst geldig gepubliceerd in 1833 door Swainson.